# Kultura grobów katakumbowych

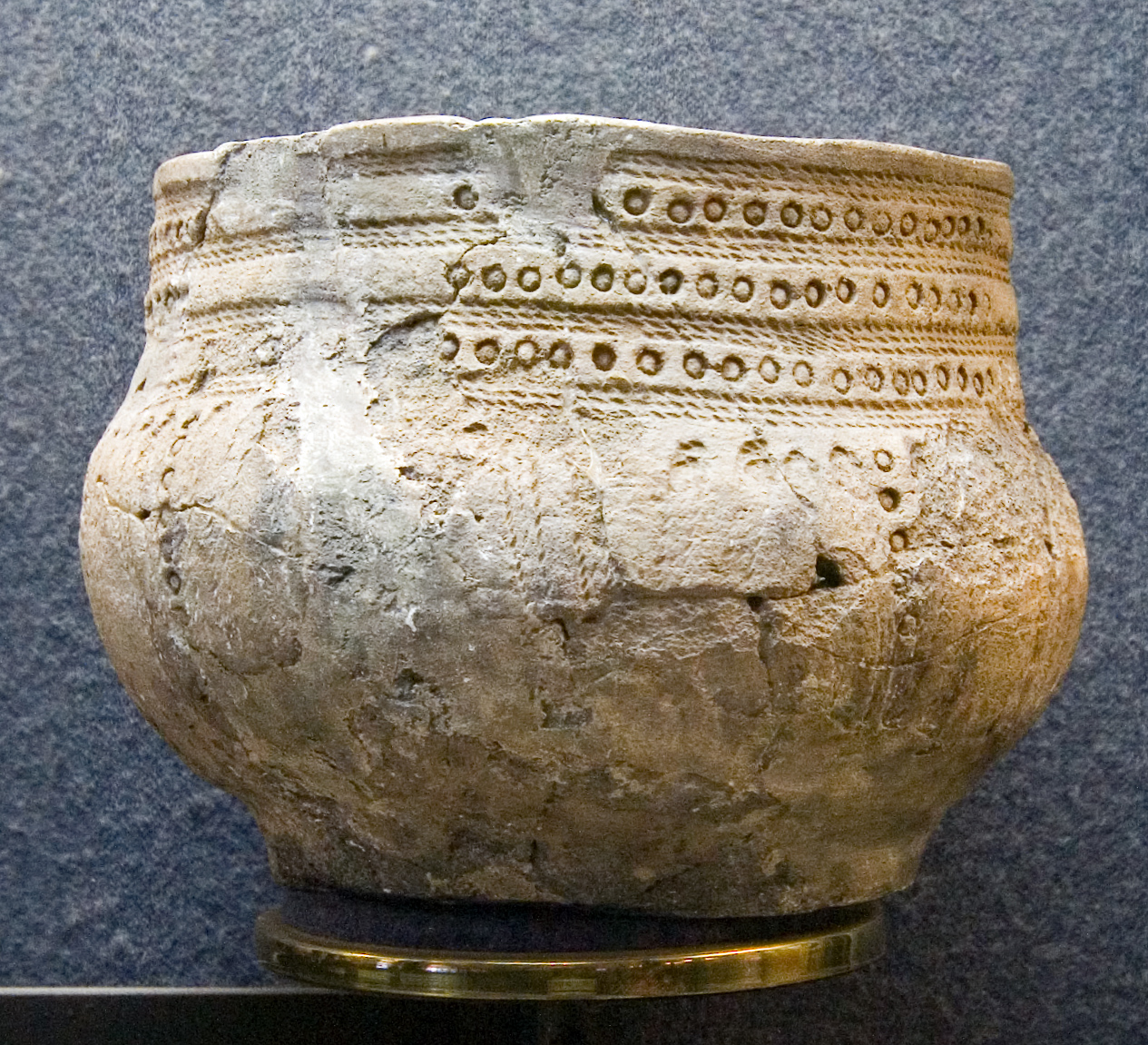
Ceramika kultury katakumbowej

Kultura grobów katakumbowych – kultura archeologiczna z okresu wczesnej epoki brązu obejmująca swoim zasięgiem europejskie obszary stepowe.

## Geneza
Kultura grobów katakumbowych wykształciła się na bazie kultury grobów jamowych, przy silnych impulsach kaukaskich, zwłaszcza wywodzących się ze środowiska północnokaukaskich ośrodków metalurgicznych. Mowa jest nawet o przybyciu do ludności kultury grobów katakumbowych metalurgów-odlewników z obszarów kaukaskich.

## Chronologia i obszar występowania
Kulturę grobów katakumbowych według lat skalibrowanych datuje się na okres 2800–2000 lat p.n.e., przy czym największy rozwój tej jednostki kulturowej miał swoje miejsce w latach 2200–2000 p.n.e. Centrum rozwoju omawianej kultury lokalizuje się na stepach rozciągających się na prawobrzeżu dolnego Donu. Ludność kultury grobów katakumbowych opanowała strefę stepową od dolnej Wołgi na wschodzie, aż po dorzecze dolnego Dniestru na zachodzie. Na południu docierała na przedgórza Kaukazu, opanowała także stepową część Krymu. Ku północy ludność ta przenikała w strefę leśno-stepową i leśną, postępując m.in. w górę Dniepru, gdzie przyczyniła się do rozprzestrzeniania się kaukaskich i stepowych wyrobów metalurgicznych w środowisku środkowodnieprzańskiej kultury ceramiki sznurowej i wśród ludów o tradycjach kultur ceramiki dołkowo-grzebykowej.

## Podział na grupy

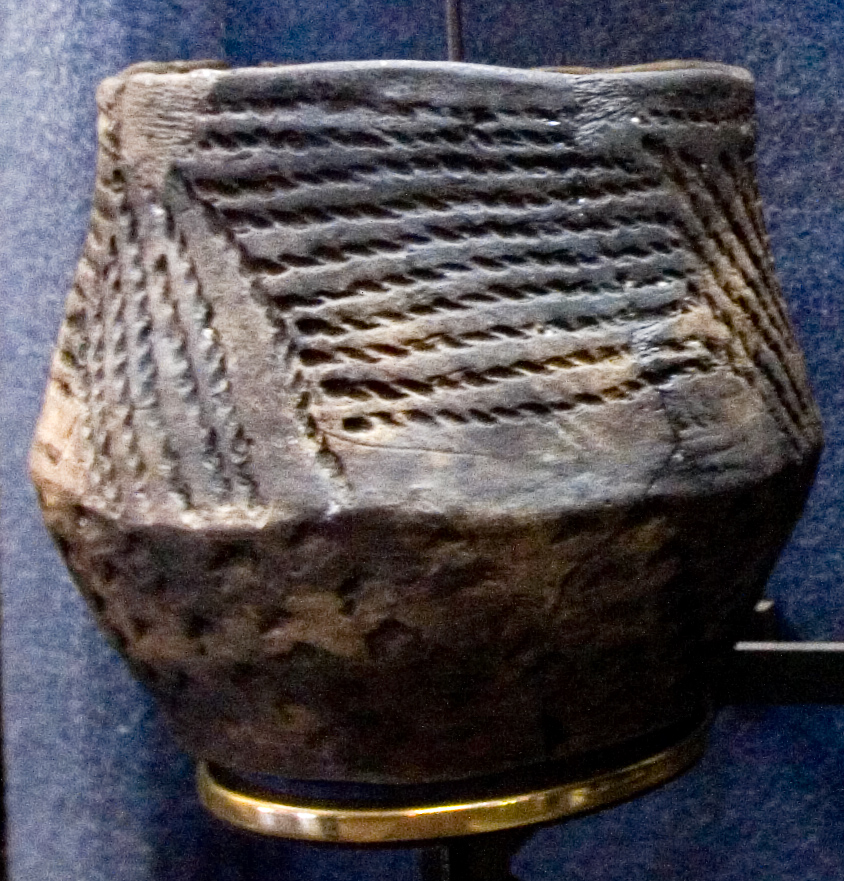
Naczynie z kultury katakumbowej

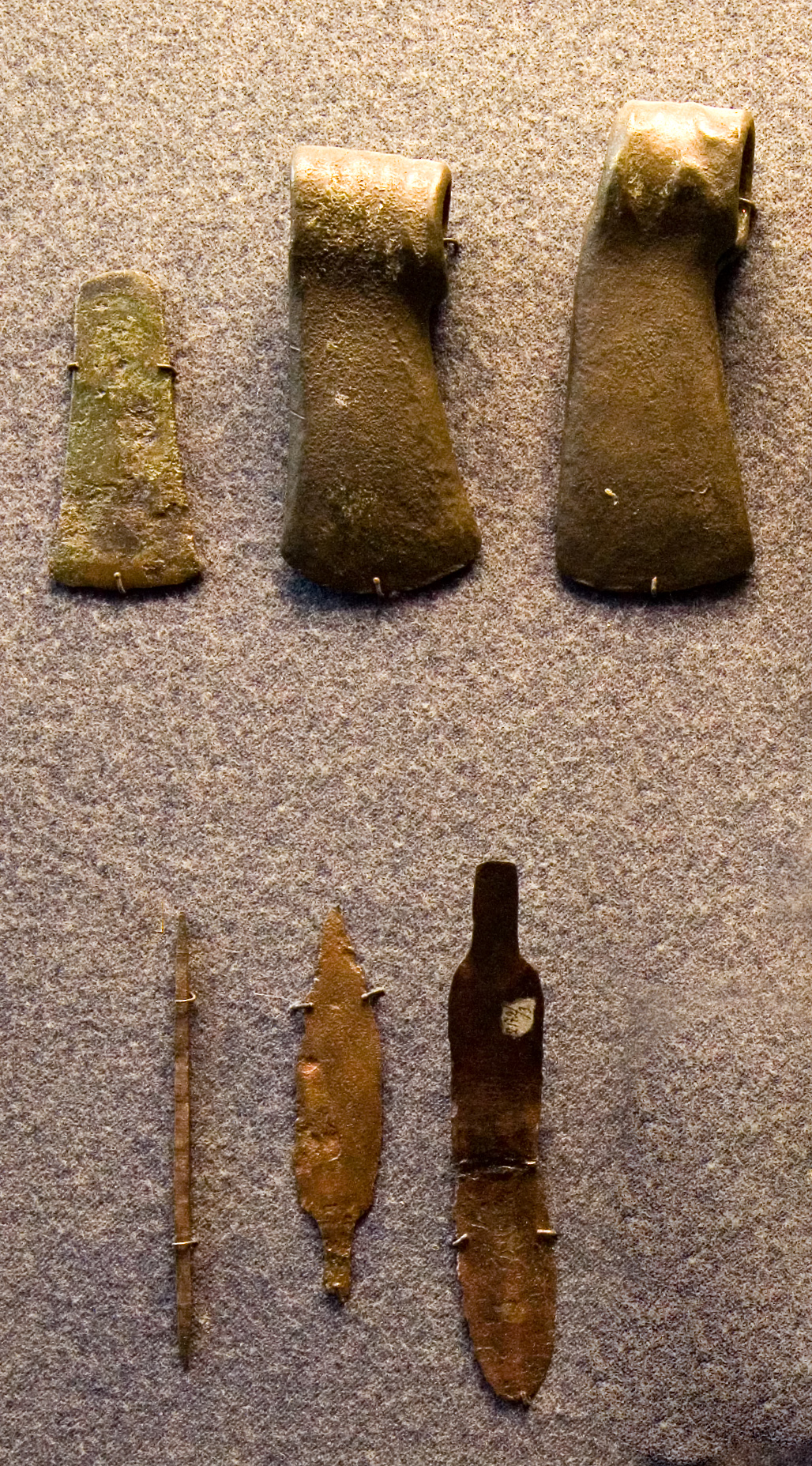
Przedmioty brązowe

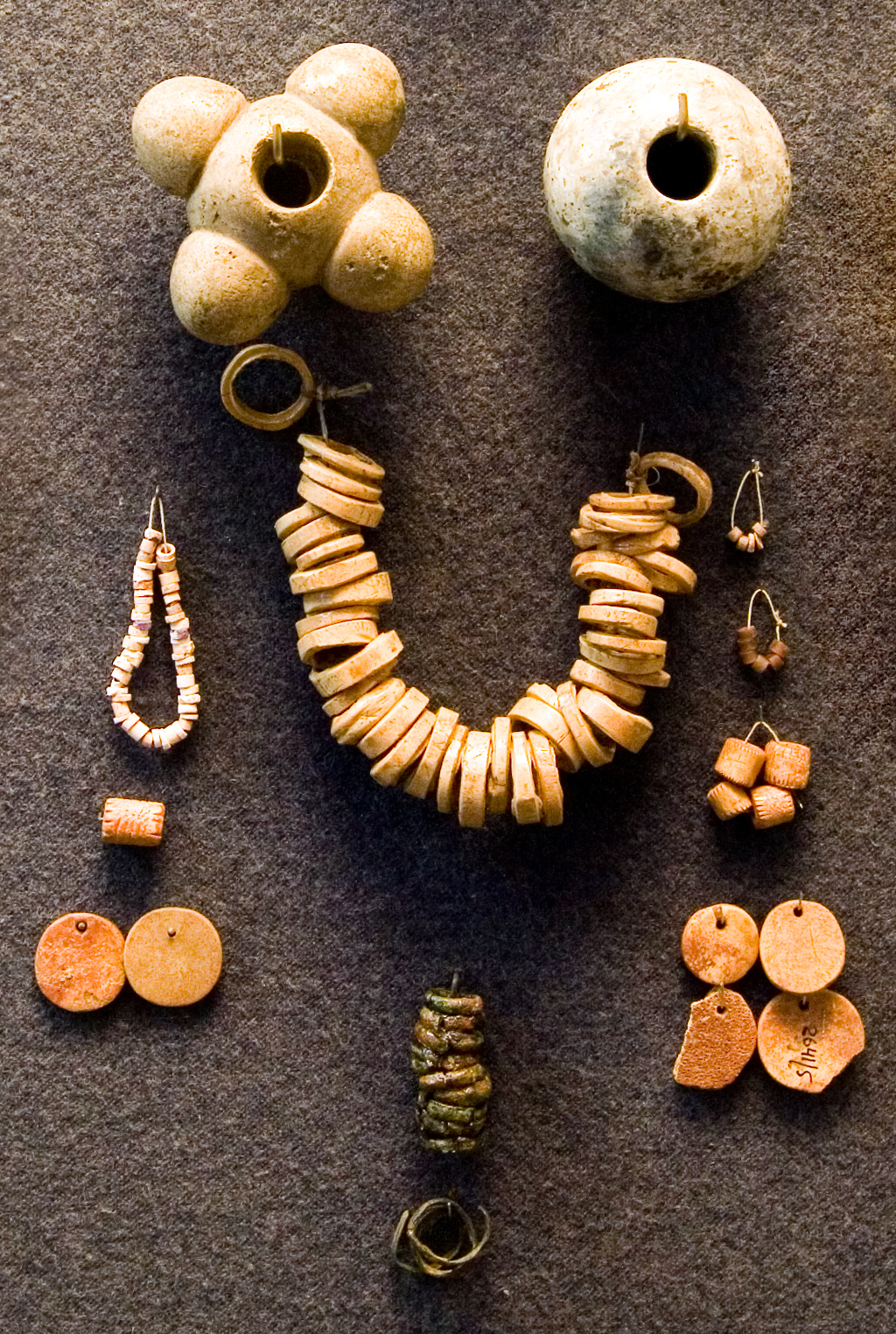
Ozdoby z kości

W obrębie kultury grobów katakumbowych wyróżnia się na podstawie stylistyki w inwentarzu aż 12 grup terytorialnych. Najważniejsze z nich to:
- grupa dońska, która obejmowała stepy rozciągające się nad dolnym Donem, po obu brzegach tej rzeki, a także tereny nad dolnym Dońcem,
- grupa środkowodoniecka wyodrębniona nad środkowym Dońcem, na południowy wschód od Charkowa,
- grupa przyazowsko-krymska na wybrzeżach Morza Azowskiego i w stepowej części Krymu,
- grupa dolnodnieprzańska obejmująca ziemie nad dolnym Dnieprem.

## Gospodarka
Dawniej uważano, że w kulturze grobów katakumbowych dominującą rolę odgrywała hodowla w typie pasterskim i łowiectwo. Podkreślano także wojowniczość ludności tej kultury, upatrując w niej przyczyny upadku rozwiniętego ośrodka metalurgicznego na Kaukazie. Dopiero studia przeprowadzone przez niemiecką badaczkę Elke Kaiser całkiem odmieniły spojrzenie na omawianą kulturę. Okazuje się, że wśród kości zwierzęcych dominują kości bydła, natomiast kości kozy i owcy (zwierzęta typowe dla koczowników i pasterzy) zajmują dopiero następne miejsca. Na stanowiskach odkryto także znaczną liczbę ziaren zbóż, co wskazuje na istotną rolę rolnictwa. Brak jest dowodów na używanie koni do jazdy wierzchem. Najprawdopodobniej społeczności tej kultury były zróżnicowane i tak samo zróżnicowana była ich gospodarka. Można także zauważyć, że rola rolnictwa wzrasta wraz z rozwojem tej kultury, ale w najstarszych fazach dominowało jednak pasterstwo.

## Osadnictwo
Rozwój kultury grobów katakumbowych przypadł początkowo na fazę klimatu nieco bardziej wilgotnego (w obrębie suchego klimatu subborealnego), później w drugiej połowie III tysiąclecia p.n.e. charakteryzującego się zmniejszeniem ilości opadów. Powodowało to z czasem koncentrację osadnictwa w sąsiedztwie wielkich rzek stepowych. Struktura osadnicza tej kultury była bardzo nietrwała, często zmieniano miejsca pobytu, chociaż w świetle ostatnich badań sprawa ta wydaje się dalej nie do końca wyjaśniona.

## Obrządek pogrzebowy
Najbardziej charakterystyczną cechą kultury katakumbowej były jednak jej pochówki: szkieletowe, skurczone na boku lub wyprostowane. Składano je w niszach („katakumbach”) wydrążonych w bocznych ścianach pionowych szybów wejściowych, zamykanych belkami lub płytami kamiennymi. Około 10% pochówków to wyposażone w broń pochówki wojowników, o wysokiej randze społecznej. Liczne są także pochówki brązowników-odlewników, wyposażone w tygle, łyżki lejnicze, formy odlewnicze i dysze do miechów. Wskazuje to na wysoki prestiż, jakim cieszyli się odlewnicy, którzy posiadali zapewne sakralizowaną i bardzo rzadką wiedzę na temat technologii metalurgicznych. W inwentarzach pochówków spotykamy dość często przedmioty z brązu, jednak o wiele liczniejsze są wyroby kamienne i krzemienne mające wymiar tak ilościowy, jak i jakościowy. Wyróżniają się tu zwłaszcza gładzone, niekiedy efektownie zdobione topory i buławy kamienne oraz krzemienne groty strzał i oszczepów. Elke Kaiser zwróciła uwagę na dominację na obszarach zachodnich pochówków ze szkieletami w pozycji skurczonej na boku, a na obszarach wschodnich większą ilość pochówków ze szkieletami w pozycji wyprostowanej na plecach.

## Kult czaszek
Zachowaniem charakterystycznym dla ludności tej kultury jest kult czaszek. Przedstawicieli arystokracji plemiennej grzebano stosując specjalny rytuał, którego częścią było oddzielanie głów zmarłych (dekapitacja), wykonywanie z gliny malowanych masek pośmiertnych i używanie ich przez jakiś czas (zanim trafiły do grobów). W około 9% grobów mamy także ślady trepanacji czaszek, zapewne w celu wydobycia z nich mózgu.

## Inwentarz
Ceramika omawianej jednostki kulturowej to na ogół naczynia raczej szerokootworowe, beczułkowate, wazy o krótkiej szyi, naczynia o esowatym profilu, misy. Wśród mis występują okazy na nóżce kolistej, kwadratowej w przekroju lub w kształcie krzyża, albo też na czterech małych nóżkach. Misy te wywodzą się z Kaukazu, a spotyka się je także we wczesnym okresie brązu w Kotlinie Karpackiej. Ceramika jest bogato dekorowana pasami nakłuć, zygzakami, zakreskowanymi trójkątami, kołami współśrodkowymi, ornamentem stempelkowym, listwami plastycznymi. We wschodniej części tej kultury występuje także ornament sznurowy. Niektóre z naczyń używane były jako piecyki, liczne są też naczynia niewypalone.
Wyroby metalowe wytwarzane były z brązów arsenowych lub z czystej miedzi. Spotyka się sztylety z kolcem do osadzenia rękojeści, płaskie siekierki, topory kaukaskie, szydła czy dłuta. Znane są także formy odlewnicze do produkcji toporów. Ozdoby wykonane z metalu to paciorki, skręty, kółka i zausznice miedziane lub brązowe.
Licznie występują też wspomniane już wyroby kamienne i krzemienne. Są też wyroby kościane, m.in. szpile pokryte rytym ornamentem.